# Einsatzstab Reichsleiter Rosenberg
Einsatzstab Reichsleiter Rosenberg, ERR, var en tysk nazistisk specialstyrke, som blev grundlagt den 17. juli 1940. Den havde til opgave at plyndre de af Nazi-Tyskland okkuperede områder for bl.a. kunstskatte og værdifuld litteratur. Højeste ansvarlige var Alfred Rosenberg. Han ledede organisationen i kraft af at styre NSDAPs udenrigspolitiske kontor, Außenpolitisches Amt der NSDAP (APA).